# Primavera (film 1947)
Primavera (Весна) è un film del 1947 diretto da Grigorij Vasil'evič Aleksandrov.